# Pertti Karhu
Pertti Karhu (* 12. April 1934) ist ein ehemaliger finnischer Radrennfahrer und nationaler Meister im Radsport.

## Sportliche Laufbahn
Karhu gewann die Eintagesrennen Hyrylän ajot 1959, Kymeenlaakson ajot 1964 und 1967 Kymeenlaakson ajot sowie mit Porvoon ajot das älteste finnische Eintagesrennen.
Die Internationale Friedensfahrt bestritt er dreimal. 1965 wurde er 63., 1967 84. der Gesamtwertung, und 1969 schied er aus. Karhu startete für den Verein Porvoon Akilles.